# Scleroplax
Scleroplax is een geslacht van kreeftachtigen uit de klasse van de Malacostraca (hogere kreeftachtigen).

## Soort
- Scleroplax granulata Rathbun, 1894